# Lustre (język programowania)
Lustre – formalnie zdefiniowany, deklaracyjny i synchroniczny język programowania służący do obsługi informacji. Początki języka sięgają wczesnych lat 80. W 1993, wszedł do zastosowania praktycznego w przemyśle w komercyjnych produktach. Obecnie wykorzystywany jest w helikopterach, samolotach i w silosach nuklearnych.